# Ново Вирје
Ново Вирје је насељено место и седиште општине у Копривничко-крижевачкој жупанији, Република Хрватска.

## Историја
До територијалне реорганизације у Хрватској налазило се у саставу бивше велике општине Ђурђевац.

## Становништво
На попису становништва 2011. године, општина, односно насељено место Ново Вирје је имало 1.216 становника.

## Попис1991.
На попису становништва 1991. године, насељено место Ново Вирје је имало 1.601 становника, следећег националног састава:
| Попис 1991.‍   | Попис 1991.‍  | Попис 1991.‍ | Попис 1991.‍ | Попис 1991.‍ |
| ------------- | ------------ | ----------- | ----------- | ----------- |
|               |              |             |             |             |
| Хрвати        | Хрвати       |             | 1.577       | 98,50%      |
| Немци         | Немци        |             | 1           | 0,06%       |
| Срби          | Срби         |             | 1           | 0,06%       |
| неопредељени  | неопредељени |             | 1           | 0,06%       |
| непознато     | непознато    |             | 21          | 1,31%       |
| укупно: 1.601 |              |             |             |             |